# Andy Devine
Andrew Vabre (Andy) Devine (Flagstaff, 7 oktober 1905 – Orange, 18 februari 1977) was een Amerikaans acteur met een rasperige stem. Hij speelde voornamelijk rollen als komische aangever in westerns.
Zijn filmcarrière begon in de stomme film en hij verscheen in meer dan 400 films. Alhoewel werd gedacht dat zijn bijzondere stem de overgang naar films met geluid zou bemoeilijken, bleek dit zijn sterke punt te zijn.
Bijzondere rollen uit zijn carrière zijn onder andere de tien films waarin hij als aangever van Roy Rogers speelde, een optreden in de Shakespeare-film Romeo and Juliet uit 1936, Stagecoach met John Wayne uit 1939 en een reünie met Wayne in The Man Who Shot Liberty Valance uit 1959. Hij wordt in Amerika vooral herinnerd door zijn rol als Jingles in de radio- en televisieserie Adventures of Wild Bill Hickok uit 1951.
- Biblioteca Nacional de España: XX1512497
- Bibliothèque nationale de France: cb141714898 (data)
- Catàleg d'autoritats de noms i títols de Catalunya: 981058528438506706
- Gemeinsame Normdatei: 1025593146
- International Standard Name Identifier: 0000 0000 5939 7330
- Library of Congress Control Number: n85151691
- MusicBrainz: 0d73756a-f1ae-402c-9c49-6d60990ddebf
- Nationale Bibliotheek van Israël: 987007427192405171
- SNAC: w68s6vs5
- Système universitaire de documentation: 110837401
- Virtual International Authority File: 74061348
- WorldCat: E39PBJc7WHDv7B4JGrRjjHBwYP